# ابوذر امینی
ابوذر امینی کارگردان افغان مقیم هلند است. فیلم مستند او با عنوان «روی خط فراموشی»، از سوی مؤسسۀ مستندسازان افغانستان موفق به دریافت جایزۀ «سبغان بلانشه» و همچنین برنده جایزه کارت طلایی بهترین فیلم کوتاه  ۲۰۱۰ در جشنواره ملی هلند شد.